# 積恋雪関扉

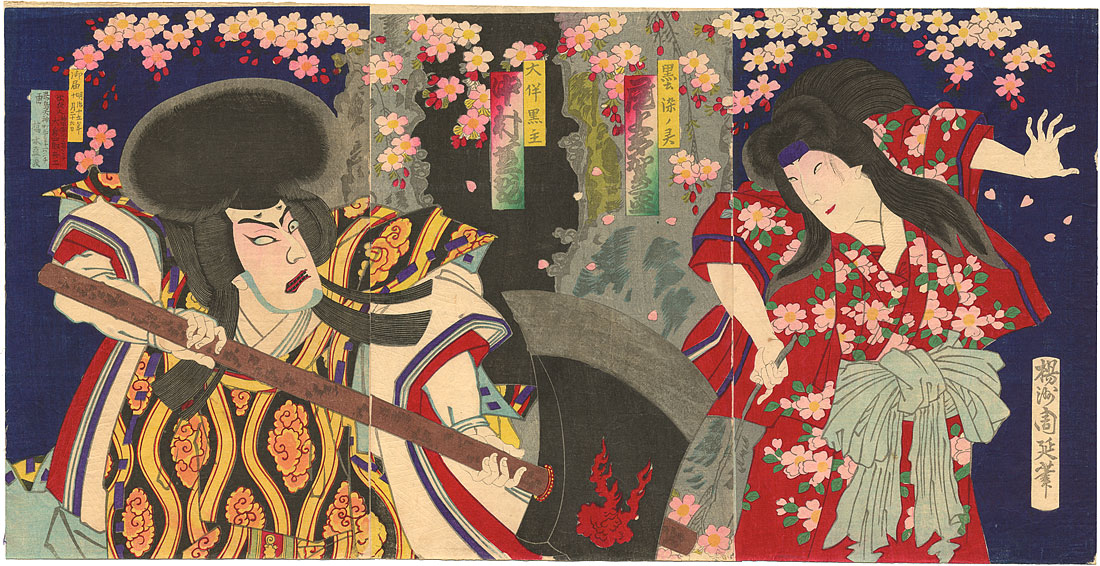
『積恋雪関扉』　明治15年(1882年)11月、東京久松座。楊洲周延筆。四代目中村芝翫の大伴黒主と二代目尾上多賀之丞の小町桜の精。

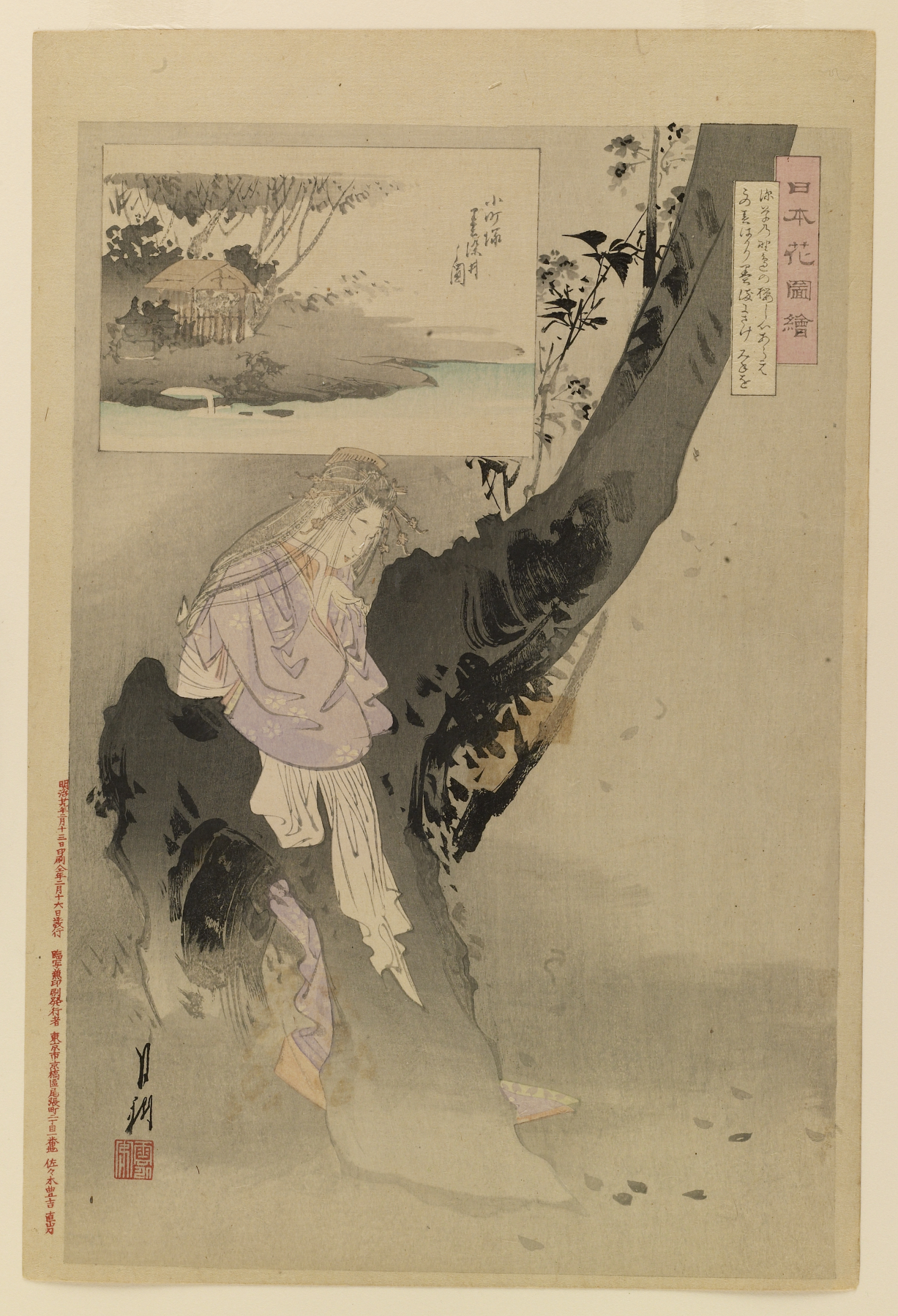
尾形月耕『日本花図絵』

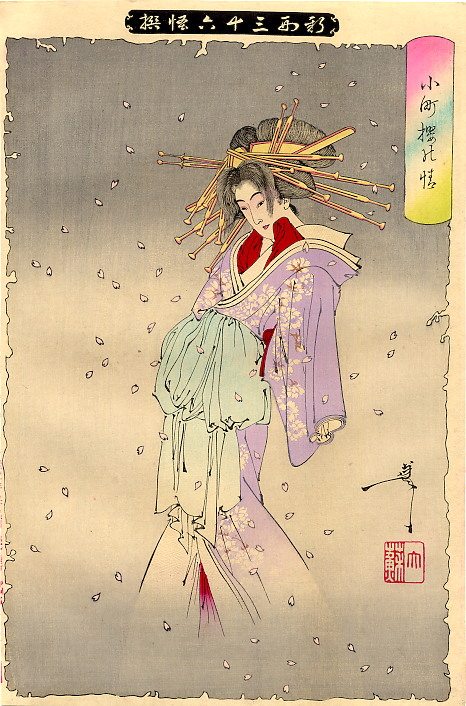
『小町桜の精』（月岡芳年『新形三十六怪撰』）

『積恋雪関扉』（つもるこい ゆきの せきのと）、通称『関の扉』（せきのと）は、常磐津節及びそれに合せて演じられる歌舞伎舞踊の演目のひとつ。

## あらすじ
雪の降り積もる逢坂の関では、不思議に小町桜が咲いている。そのかたわらには良岑宗貞（後の僧正遍照）が隠棲していたが、元の恋人小野小町姫が通りかかり、その仲を関守の関兵衛が取持とうとする。しかし関兵衛はどこか怪しい。小町姫はそれを知らせに都へと走る（上巻）。じつは関兵衛こそは天下を狙う大伴黒主であった。これまでその機会をうかがっていたのだが、星占いの結果今がその時と知る。早速、野望の成就祈願に使う護摩木とするため、小町桜を切り倒そうとする。ところがそのとたんに五体がしびれて身動きが取れない。するとそこに墨染と名乗る遊女が現れ、関兵衛をくどきはじめる。しかし実は墨染こそ、小町桜の精であった。小町桜の精は傾城墨染となって宗貞の弟である安貞と相愛の仲であったが、その安貞を黒主に殺されており、その恨みを晴らすため人の姿となって現れたのである。やがて二人は互いの正体を現し、激しく争うのだった（下巻）。

## 解説
天明4年(1784年)11月 、江戸桐座で『重重人重小町桜』（じゅうにひとえ こまち ざくら）の二番目大切に上演された。上演月の通り、顔見世狂言で演じられた所作事である。出演や作詞作曲などは以下の通り。
- 作詞　宝田寿来
- 作曲　初代鳥羽屋里長、二世岸沢式佐
- 振付　西川扇蔵
- 関兵衛実ハ大伴黒主…初代中村仲蔵
- 良岑宗貞…二代目市川門之助
- 小野小町姫・傾城墨染じつは小町桜の精…三代目瀬川菊之丞

常磐津節の中では初期の作品だが、上下二巻の大曲で傑作との評価が高い。六歌仙の世界を舞台に、雪中に桜の咲く幻想的な場面でさまざまな踊りが表現される。曲は、はやり歌や二上り・三下り等を多彩な節を取り入れて変化に富み、聞くものを飽きさせない。振付けは天明振りという大らかかつ洒脱なもので、歌舞伎舞踊の初期の姿を伝えている。上巻の小町姫と関兵衛の問答、さらに宗貞を入れての三人の総踊り、下巻の関兵衛の星を見てキッとなる形、墨染との廓話、そして互いの見現しから最後の立回りと、様々な見せ場が続く。『重重人重小町桜』は顔見世狂言の常として再演はされなかったが、この二番目大切の所作事であった『関の扉』だけはその後も演じられ、現在に伝わっている。
なお、『重重人重小町桜』は昭和62(1987)年4月三代目市川猿之助一座で明治座にて復活上演された。